# Urosigalphus punctifrons
Urosigalphus punctifrons är en stekelart som beskrevs av Crawford 1914. Urosigalphus punctifrons ingår i släktet Urosigalphus och familjen bracksteklar. Inga underarter finns listade i Catalogue of Life.